# Gamasomorpha silvestris
Gamasomorpha silvestris är en spindelart som först beskrevs av Simon 1893.  Gamasomorpha silvestris ingår i släktet Gamasomorpha och familjen dansspindlar.
Artens utbredningsområde är Venezuela. Inga underarter finns listade i Catalogue of Life.